# Eucereon tigrisoma
Eucereon tigrisoma là một loài bướm đêm thuộc phân họ Arctiinae, họ Erebidae.